# Imiona łacińskie
Imiona łacińskie – imiona rzymskie używane przez starożytnych Rzymian oraz inne imiona pochodzące z łaciny, rozpowszechnione w wielu krajach w późniejszym okresie. Tadeusz Milewski postawił hipotezę, iż w pierwotnym okresie, kiedy Italikowie mieszkali na północ od Alp w sąsiedztwie Celtów, w grupie italskiej istniał system imion złożonych, analogiczny do występującego w grupie celtyckiej oraz w innych językach indoeuropejskich. System ten zanikł dopiero po przybyciu plemion italskich do Italii; nastąpiło to w ciągu II tysiąclecia p.n.e.; ukształtował się natomiast pod wpływem Ligurów system imion jednoczłonowych, niezłożonych, w dużej mierze pochodzenia obcego, nieindoeuropejskiego (w tym etruskiego), który przekształcił się w dwuimienny, obejmujący imię (praenomen) i nazwisko rodowe (nomen), a ostatecznie w początkach I wieku p.n.e. – w system trójimienny, złożony z dwóch wcześniej wymienionych elementów oraz z przydomka (cognomen). Jeszcze w czasach klasycznych jednak nie wszystkie rody używały przydomków, por. dwuelementowe określenie Marka Antoniusza.

## Imiona rzymskie
Były to łacińskie imiona męskie, używane przez mieszkańców starożytnego Rzymu. Poza nielicznymi wyjątkami (np. Marek) nie używa się dziś powszechnie pierwotnych imion rzymskich. Jednymi z najwcześniejszych poświadczonych imion są Manius (Maniusz), Numerius, Numasios. Najprawdopodobniej nie mają one etymologii indoeuropejskiej. Oznacza to zatem, że po wyjściu z użycia pierwotnie funkcjonującego, rodzimego zbioru imion, przyjęło się u Latynów w znacznym stopniu obce, nieindoeuropejskie imiennictwo.  
Oto lista najpopularniejszych imion rzymskich (praenomen) z puli liczącej niewiele ponad dwadzieścia imion, używanej w epoce historycznej, wraz ze skrótami:
- Aulus (A.) – pol. Aulus
- Decimus (D.) – pol. Decymus
- Gaius (C.) – pol. Gajusz
- Gnaeus (Cn.) – pol. Gnejusz[2]
- Lucius (L.) – pol. Lucjusz
- Marcus (M.) – pol. Marek
- Publius (P.) – pol. Publiusz
- Quintus (Qu.) – pol. Kwintus
- Sextus (Sex.) – pol. Sekstus
- Tiberius (Ti.) – pol. Tyberiusz
- Titus (T.) – pol. Tytus

Wśród wymienionych zwracają uwagę imiona, będące liczebnikami: Kwintus (Piąty), Sekstus (Szósty), Decymus (Dziesiąty); istniały także m.in. Septymus (Siódmy) i Oktawus (Ósmy). Wedle jednej hipotezy w czasach przedhistorycznych imiona te mogły być związane z kolejnością narodzin dzieci w rodzinie, wedle innej imiona te pochodzą od nazw miesięcy z dziesięciomiesięcznego kalendarza rzymskiego i pierwotnie oznaczają osoby urodzone np. w piątym czy siódmym miesiącu.
Obywatele rzymscy nosili także (jednak rzadziej) imiona związane z poszczególnymi rodami, np. Appius (App.) u Klaudiuszów, Mamercus (Mam.) u Emiliuszów (z *Mamert-ico-s od imienia boga Marsa, które w wariancie Mamers, Mamertis zachowało się jeszcze w języku oskijskim, por. objaśnienia w haśle Mamert) i Numerius (N.) u Fabiuszów, Servius (Ser.) – pol. Serwiusz, Kaeso ("niebieskooki", por. caesius – "siny, modry"), Manius (M'.) – pol. Maniusz, Spurius ("dziecko nieprawego łoża", pochodzenia etruskiego - por. etrus. Spurinna) i kilka innych. 
Pewna grupa najstarszych imion zatraciła zaś swoje imienne funkcje już przed okresem klasycznym, w którym funkcjonowała jako cognomina (przydomki). Były to mianowicie: Agrippa (Agryppa), Faustus (Faust), Hostus, Lar (od nazwy duchów opiekuńczych Lar; Laris), Opiter (z dawniejszego *avo-pater, "dziecko, które urodziło się po śmierci ojca i ojcuje mu dziadek", por. avus – "dziadek", pater – "ojciec"), Paullus (Paweł), Postumus ("dziecko urodzone po śmierci ojca, pogrobowiec", por. post – "po"), Proculus (Prokul), Vibius, Volero, Volusus, Vopiscus ("bliźniak, który pozostał przy życiu po śmierci drugiego bliźniaka").
Córki były nazywane jako imieniem – nazwiskiem rodowym ojca w formie żeńskiej, np. córka Marka Tuliusza Cycerona nazywała się Tulia.

## Imiona pochodzenia łacińskiego
Obecnie imiona pochodzące z łaciny powszechnie używane są w wielu krajach, także w Polsce. Część z nich może jednak pochodzić od wyrazów, które trafiły do łaciny z innych języków, np. etruskiego. Należy też zwrócić uwagę na to, że wiele imion zapożyczonych do języka polskiego bezpośrednio z łaciny, pochodzi pierwotnie z greki (np. Krzysztof) i dlatego umieszczono je wśród imion pochodzenia greckiego.